# Witold Lutosławski
Witold Roman Lutosławski (Drozdowo, 25 januari 1913 – Warschau, 7 februari 1994) was een Pools componist.

## Levensloop
Lutosławski werd in een muzikaal gezin geboren. Zijn vader Józef Lutosławski was pianist, maar hij organiseerde groepen voor de bevrijding van de sinds 1815 bestaande Russische bezetting van Polen; hij werd in 1915 opgepakt en drie jaren later geëxecuteerd. Zijn moeder Maria z Olszewskich Lutosławska had als een van de eerste vrouwen in Europa gestudeerd, en wel geneeskunde. Witold kreeg als klein jongetje les in piano en viool. Op vijfjarige leeftijd begon hij te improviseren en toen hij negen jaar jong was schreef hij zijn eerste kleine composities (Preludium voor piano). Op vijftienjarige leeftijd deed hij privéstudies voor compositie. Daarop volgden studies aan het conservatorium van Warschau van 1932 tot 1937, evenals meerdere studies wiskunde. In 1938 ontstonden de Symfonische variaties, het eerste geldige werk.
Tijdens de overval van Hitler op Polen was Lutosławski leider van de militaire omroep. Hij werd door de Duitsers opgepakt, maar kon na acht dagen vluchten. De ondergedoken componist hield zich in leven door te werken als barpianist en muziekleraar. In 1941 schreef hij zijn Paganini-Variaties voor twee piano's, een tot nu toe veel gespeeld paradestukje. Tegelijkertijd begon hij met zijn eerste symfonie, maar die werd na de première in 1948 door het communistische regime als formalistisch aangezien.
Lutosławski ontwikkelde zijn techniek onder nazi- en stalinistische censuur en repressie. Hij weigerde een compositieopdracht van het communistische regime en werd voortaan genegeerd. Hij verdiende zijn brood met lichte muziek, werken voor hoorspel en toneel, kinderliederen enzovoort. In deze periode valt het ontstaan van zijn Concert voor orkest.

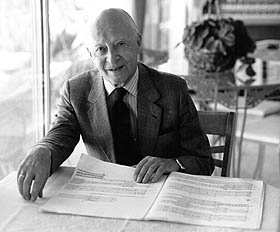
Witold Lutosławski

Na de dood van Stalin verbeterde de culturele situatie in Polen en Lutosławski werd medeoprichter van het festival Herfst van Warschau. Nadat hij een gedeelte uit John Cage's Pianoconcert (1958) op de radio had gehoord veranderde hij zijn voorheen op Béla Bartók en Igor Stravinsky georiënteerde compositiestijl. Hij integreerde in de stukken vanaf Jeux Vénitiens passages die hij "aleatorisch contrapunt" noemde, waarin naar zeer strenge aanwijzingen geïmproviseerd moest worden. De belangrijkste van deze nieuwe, strenge stijl zijn Trois poèmes d'Henri Michaux, het Strijkkwartet, de Symfonie Nr. 2, Livre pour orchestre, het Celloconcert, Mi-Parti, Novelette en de Symfonie Nr. 3.
Vanaf het midden van de jaren 1980 veranderde hij nog eens zijn compositiestijl, nu in de richting van het Franse impressionisme. Het Pianoconcert is daarvan een goed voorbeeld. Hij droeg dit concert op aan Krystian Zimerman, die de première-uitvoering voor zijn rekening nam.
Witold Lutosławski wordt met Frederik Chopin als de bekendste componist van Polen gezien. Lutosławski maakte gebruik van twaalftoonstechniek en aleatorische technieken. In tegenstelling tot de meeste andere moderne componisten is Lutosławski goed vertegenwoordigd bij recente opnamen.

## Composities

### Werken voor orkest

#### Symfonieën
- 1941-1947 Symfonie nr. 1
- 1965-1967 Symfonie nr. 2
- 1981-1983 Symfonie nr. 3
- 1988-1992 Symfonie nr. 4

#### Soloconcerten
- 1969-1970 Koncert wiolonczelowy - Concert, voor cello en orkest
- 1978 Wariacje ne temat Paganiniego - (Paganini variaties), voor piano en orkest
- 1980 Dubbelconcert voor hobo, harp en kamerorkest
- 1981 Grave, Metamorphosis, voor cello en orkest
- 1983 Lancuch 1 (Chain 1), voor zeven blazers, slagwerk, klavecimbel en strijkkwartet
- 1985 Lancuch 2 (Chain 2) - Dialoog voor viool en orkest
- 1988 Pianoconcert voor piano en orkest

#### Andere Werken
- 1938 Symfonische variaties
- 1950 Kleine suite voor kamerorkest
- 1950-1954 Concert voor orkest
- 1954 Danspreludes
- 1954-1958 Muzyka zalobna - (Treurmuziek)
  1. Prolog
  2. Metamorfozy
  3. Apogeum
  4. Epilog
- 1960-1961 Jeux vénitiens
- 1968 Livre pour orchestre
- 1970-1972 Preludes en fuga, voor 13 solo-strijkers
- 1976 Mi-Parti
- 1979 Novelette
- 1985 Lancuch 3 (Chain 3), voor groot orkest
- 1988 Przezrocza (Slides)
- 1989 Prelude for Guildhall School of Music: Worldes Blis Ne Last No Throwe
- 1990 Chantefleurs et chantefables, voor sopraan en orkest

### Werken voor harmonieorkest
- 1961-1963 Trois poèmes d'Henri Michaux, voor gemengd koor en harmonieorkest
- 1982 Mini-Ouverture, voor koperblazers
- 1986 Fanfare voor Louisville, voor blazers en slagwerk
- 1986 Fanfare für CUBE

### Vocale muziek
- 1947 Zes kinderliedjes, voor mezzosopraan en orkest
- 1951 Silezische triptiek, voor sopraan en orkest
- 1964 Drie gedichten van Henri Michaux, voor koor en orkest
- 1965 Paroles tissées, voor tenor en orkest
- 1975 Les Espaces du sommeil, voor bariton en orkest
- 1990 Twintig Poolse kerstliedjes, voor sopraan, vrouwenkoor en orkest

### Kamermuziek
- 1964 Strijkkwartet
  1. Introductory movement
  2. Main movement

### Werken voor piano
- 1934 Sonate, voor piano
- 1941 Paganinivariaties voor twee piano's

## Publicaties
- Człowiek i dzieło w perspektywie kultury muzycznej XX wieku Red. J. Astriab, M. Jabłoński, J. Stęszewski, Poznań PTPN 1999
- Muzyka wczoraj, dzis i jutro, Ruch Muzyczny 38:1+ N19 1994
- Sesja naukowa poświęcona twórczości Kompozytora, Kraków 24-25 kwietnia 1980. Wybór materiałów. Red. L. Polony, Zeszyty Naukowe Akademii Muzycznej w Krakowie 1985
- Prezentacje, interpretacje, konfrontacje. Red. K. Tarnawska-Kaczorowska, Warszawa ZKP 1985